# Degmaptera mirabilis
Degmaptera mirabilis là một loài bướm đêm thuộc họ Sphingidae. Loài này có ở Nepal, đông bắc Ấn Độ, miền bắc Thái Lan, An Huy ở Trung Quốc và Đài Loan. Nó sống ở những vùng rừng cây sồi trên cao.
Sải cánh dài 44–82 mm.
Ấu trùng ăn Quercus fenestrata trong vùng đồi núi Khasi thuộc Ấn Độ.

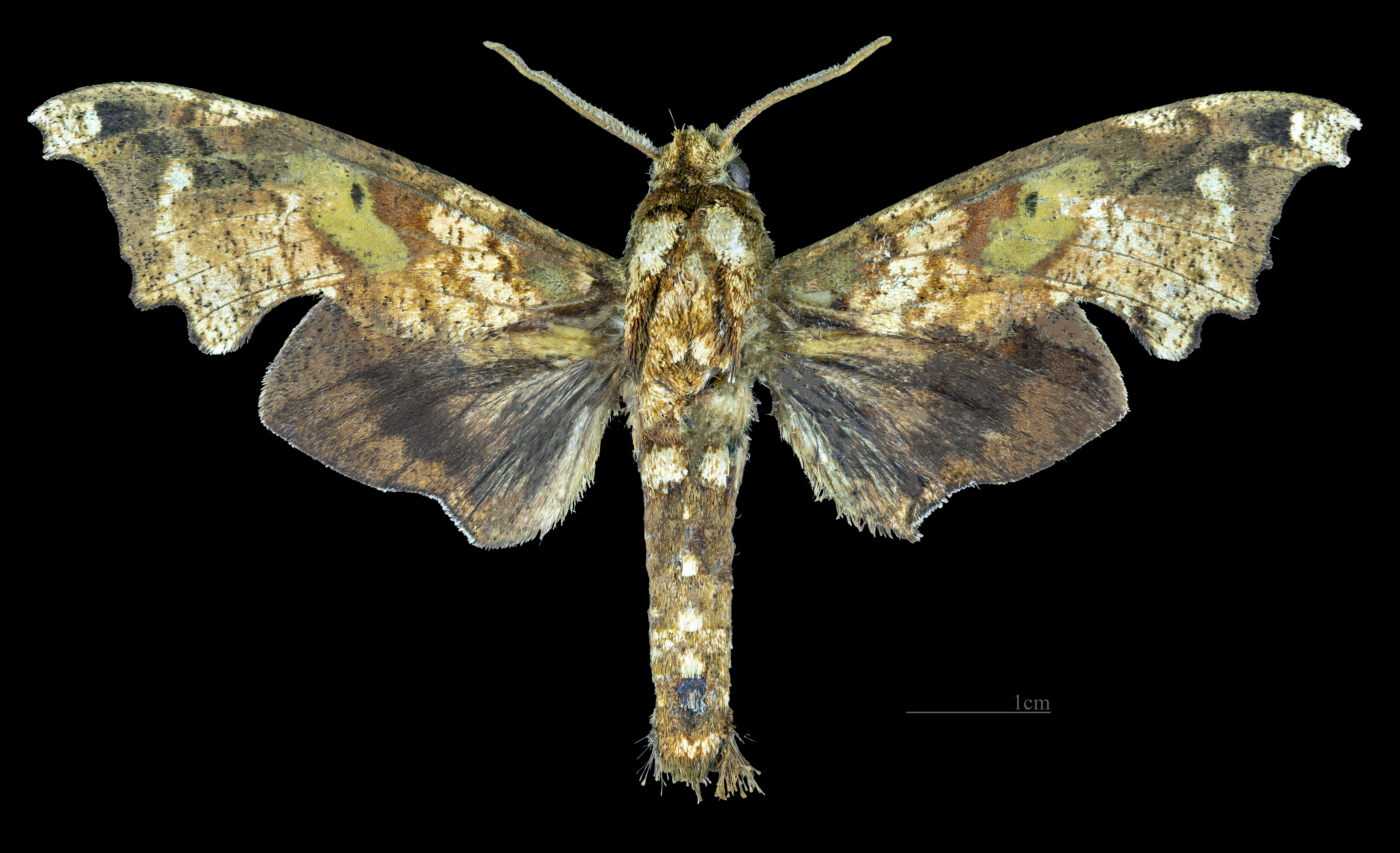
♂
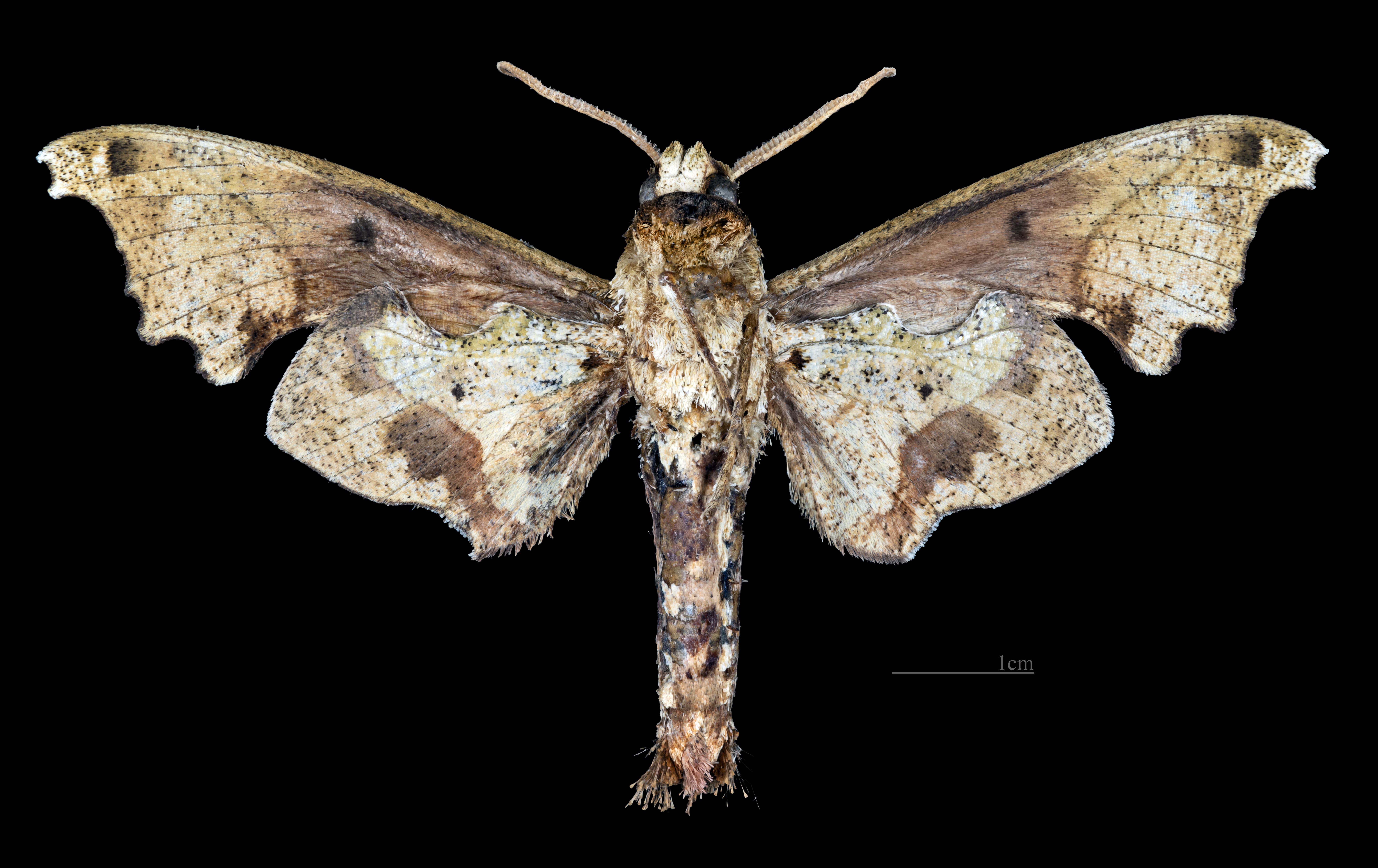
♂ △